# 216 Kleopatra
Kleopatra /ˌkliəˈpætrə/ (định danh hành tinh vi hình: 216 Kleopatra) là một tiểu hành tinh tương đối lớn, đo được 217 × 94 × 81 km, ở vành đai chính. Căn cứ trên cường độ phản chiếu ánh sáng của nó, người ta tin rằng nó được cấu tạo bằng kim loại rời tập hợp với nhau.
Ngày 10 tháng 4 năm 1880, nhà thiên văn học người Áo Johann Palisa phát hiện tiểu hành tinh Kleopatra khi ông thực hiện quan sát ở Pola và đặt tên nó theo tên Cleopatra, nữ hoàng Ai Cập.
Kleopatra có hình dạng không bình thường, có thể so sánh với khúc xương ống của chó. Hình dạng 2 thùy (ở 2 đầu) của nó được phát hiện khi các nhà thiên văn dùng kỹ thuật quang học thích nghi (adaptive optics) bằng kính viễn vọng ESO 3,6 m ở La Silla, của đài thiên văn Nam Châu Âu (European Southern Observatory). Do vô số các tín hiệu radar ngoài tiểu hành tinh này, một đội các nhà thiên văn học sử dụng kính viễn vọng vô tuyến của đài thiên văn Arecibo tại Puerto Rico đã có thể triển khai một mô hình bằng computer nhiều chi tiết hơn về hình dạng của nó, xác nhận hình dạng giống như khúc xương ống của chó. Lời giải thích tốt nhất về hình dạng này cho rằng Kleopatra là một tiểu hành tinh do 2 tiểu hành tinh tiếp xúc với nhau (contact binary asteroid): 2 tiểu hành tinh có cùng kích thước tương tự, chạm vào nhau và gắn với nhau thành một, thay vì vỡ riêng ra.

## Hệ thống vệ tinh
Tháng 9 năm 2008, Franck Marchis và các cộng sự của ông loan báo là họ sử dụng hệ quang học thích nghi của kính viễn vọng ở đài thiên văn W. M. Keck, đã khám phá ra 2 vệ tinh di chuyển theo quỹ đạo quanh Kleopatra. Chúng được tạm đặt tên là S/2008 (216) 1 và S/2008 (216) 2. Đến tháng 2 năm 2011, chúng được đặt tên chính thức là Alexhelios và Cleoselene, theo tên của các đứa con của Cleopatra là Alexander Helios and Cleopatra Selene II. Vệ tinh bên ngoài Alexhelios có đường kính chừng 5 km, còn đường kính của vệ tinh bên trong Cleoselene khoảng chừng 3 km.